# Бенд (Орегон)
Бенд (на английски: Bend) е град в щата Орегон, САЩ. Бенд е с население от 94 520 жители (приблизителна оценка от 2017 г.) и обща площ от 83,50 км² (32,20 мили²). Намира се на 1104,30 м надморска височина. Получава статут на град на 4 януари 1905 г.